# 永珔
貝勒永珔（1766年6月2日—1820年11月28日），愉恭郡王弘慶第一子，母葉赫那拉氏，其父為永綬。愉郡王系第三代。
他在乾隆三十一年（1766年）四月出生，乾隆三十五年（1770年）四月接替父親成為愉郡王第三代，但因為愉郡王並非世襲罔替的爵位，因此他的封爵只是貝勒。
嘉慶二十五年（1820年）十月他去世，虛齡五十五岁，由長子綿岫襲封愉郡王系第三代，不過需遞降為貝子襲封。

## 家庭
- 長子固山貝子綿岫。嫡夫人邱佳氏，側夫人崔佳氏。
- 次子頭等侍衛、鎮國將軍綿峻。嫡妻李佳氏，繼妻戴佳氏。
- 五子二等侍衛、輔國將軍綿岐。嫡妻佟佳氏，妾孫氏。
- 六子二等侍衛、鎮國將軍綿崑。嫡妻瓜爾佳氏，繼妻葉赫納喇氏。其長子輔國將軍奕棟（1812-1872）；嫡妻尚佳氏（父镶蓝旗汉军、筆帖式尚政舜，祖父尚維昭，伯祖父參將尚維寶（光緒十八年（1892年）壬辰科进士尚其亨之高祖），曾祖佐领兼骁骑参将尚玉德，高祖領侍衛內大臣尚崇廙，玄祖尚之隆）。
- 七子二等侍衛、輔國將軍綿崙。嫡妻李佳氏，繼妻馬佳氏。
- 八子輔國將軍綿崗。嫡妻富察氏。
- 九子三等侍衛、輔國將軍綿峯。
- 十子輔國將軍綿巃。嫡妻佟佳氏，妾張氏。